# Catriel
Catriel es el nombre de una dinastía de caciques de los llamados "pampas" o "lelfunches" –que significa "gente del llano", en mapudungún. Este último nombre es debido a que esta rama de los pueblos pampas araucanizados estaba instalada en la pampa húmeda; según la división política moderna, en el centro-sur de la Provincia de Buenos Aires (Argentina). Históricamente, esta familia habitó la llanura pampeana en la zona de lo que actualmente es Olavarría, entre las nacientes del arroyo Tapalquén y las sierras occidentales de Tandilia.
De origen puelche, pero muy influida por la araucanización, esta dinastía de caciques se desarrolló desde fines del siglo XVIII hasta finales del siglo XIX. Sus máximos representantes fueron Juan Catriel "el viejo", su hijo Juan Catriel "el joven" y sus nietos Cipriano Catriel, Juan José Catriel, Marcelino Catriel y Marcelina Catriel.

## Etimología
En mapudungun (idioma Mapuche) la palabra catriel significaría ‘cara cortada’ o ‘que posee una cicatriz’.

## "El viejo" Catriel

### Campaña de Rosas
El cacique pampa Juan Catriel se destacó en su actuación a favor de los criollos especialmente durante la Campaña de Rosas al Desierto La columna del este, al mando del brigadier general Juan Manuel de Rosas, que partió de San Miguel del Monte el 22 de marzo de 1833, con unos 2000 soldados, en su mayoría tropas de línea, fue reforzada con los guerreros pampas de Catriel en Azul.
Murió en 1848. Lo sucedió su hijo Juan "el joven" Catriel.

## "El joven" Catriel
Entre los representantes de los pueblos indios pacíficos, que aceptaron las nuevas reglas de la civilización, por contar con las garantías pactadas que salvaguardaban a su tribu, se hallaba el cacique Juan "el joven" Catriel, quien —debido al fallecimiento de su padre Juan Catriel, apodado "el viejo"— heredó la jefatura catrielera en 1848 y a su muerte fue sucedido por su hijo Cipriano Catriel —nieto de Juan Catriel "el viejo"— en 1867. Sus otros hijos además de Cipriano Catriel, fueron Juan José Catriel, Marcelino Catriel y su hermana menos reconocida, Marcelina Catriel.

## Cipriano Catriel

### Guerra a Calfucurá
Aprovechando la debilidad del gobierno argentino empeñado en la Guerra contra el Paraguay, el cacique Calfucurá atacó y saqueó los pagos de Veinticinco de Mayo, General Alvear y Nueve de Julio, pero el 11 de marzo de 1872 fue derrotado en la batalla de San Carlos de Bolívar, actualmente en el partido bonaerense de Bolívar, por el general Ignacio Rivas y los guerreros de Cipriano Catriel.

## Juan José Catriel

### Campaña del Desierto
Juan José Catriel fue un jefe pampa. Nació en el actual territorio de Argentina en el siglo XIX. Fue muerto en el año 1879.
En 1875, Adolfo Alsina, ministro de Guerra bajo la presidencia de Nicolás Avellaneda, firmó un tratado de paz con el cacique Juan José Catriel, que fue roto corto tiempo después cuando éste atacó junto al cacique Manuel Namuncurá, las aldeas de Tres Arroyos, Tandil, Azul, Tapalquén, Olavarría y otros pueblos y estancias de la región.
Alsina respondió al ataque, forzándolos a retroceder y dejando fortines en su camino hacia el sur para proteger los territorios conquistados y para evitar el transporte del ganado robado construyó la llamada Zanja de Alsina de 3,50 metros de ancho por 2,60 metros de profundidad, que sirvió como límite para los territorios sin conquistar de 374 km entre Italó (en el sur de Córdoba) y Nueva Roma (al norte de Bahía Blanca).
En 1876 la campaña fue realizada por cinco columnas. Los aborígenes continuaron sus ataques recolectando ganado en la provincia de Buenos Aires y el sur de la provincia de Mendoza, pero les resultaba difícil escapar con los animales que hacían su marcha lenta y además debían enfrentar a las unidades de patrullaje que los seguían. En 1876 fue la victoria final del Ejército, por el coronel Salvador Maldonado sobre el cacique Juan José Catriel en la batalla de Cura Malal, actual partido de Saavedra.
A finales de 1878, empezó la primera ola para "limpiar" la zona entre la zanja de Alsina y el Río Negro a través de ataques sistemáticos y continuos a los establecimientos de los aborígenes. El coronel Nicolás Levalle y luego el teniente coronel Freire atacaron a Manuel Namuncurá provocándole más de 200 muertos, mientras que el coronel Lorenzo Vintter tomaba prisionero a Juan José Catriel con más de 500 guerreros. Fue confinado en la isla Martín García.